# Lantaarnpaal (Broek in Waterland)
De lantaarnpaal op het Kerkplein in het Noord-Hollandse dorp Broek in Waterland staat nabij de brug en iets ten westen van de Kerk. De paal is gemaakt van hardsteen en de lantaarn is van koper. De lantaarnpaal is in de 18e eeuw gemaakt en werd na de Stormvloed van 1825 voorzien van een herdenkingsplaat op de voet. Het straatmeubilair werd op 2 juli 1968, onder nummer 11047, aangewezen als rijksmonument. Ook bij het huis Havenrak 25-29 staat nog een originele lantaarnpaal, deze maakt daar onderdeel uit van het rijksmonument Havenrak 27.

## Geschiedenis

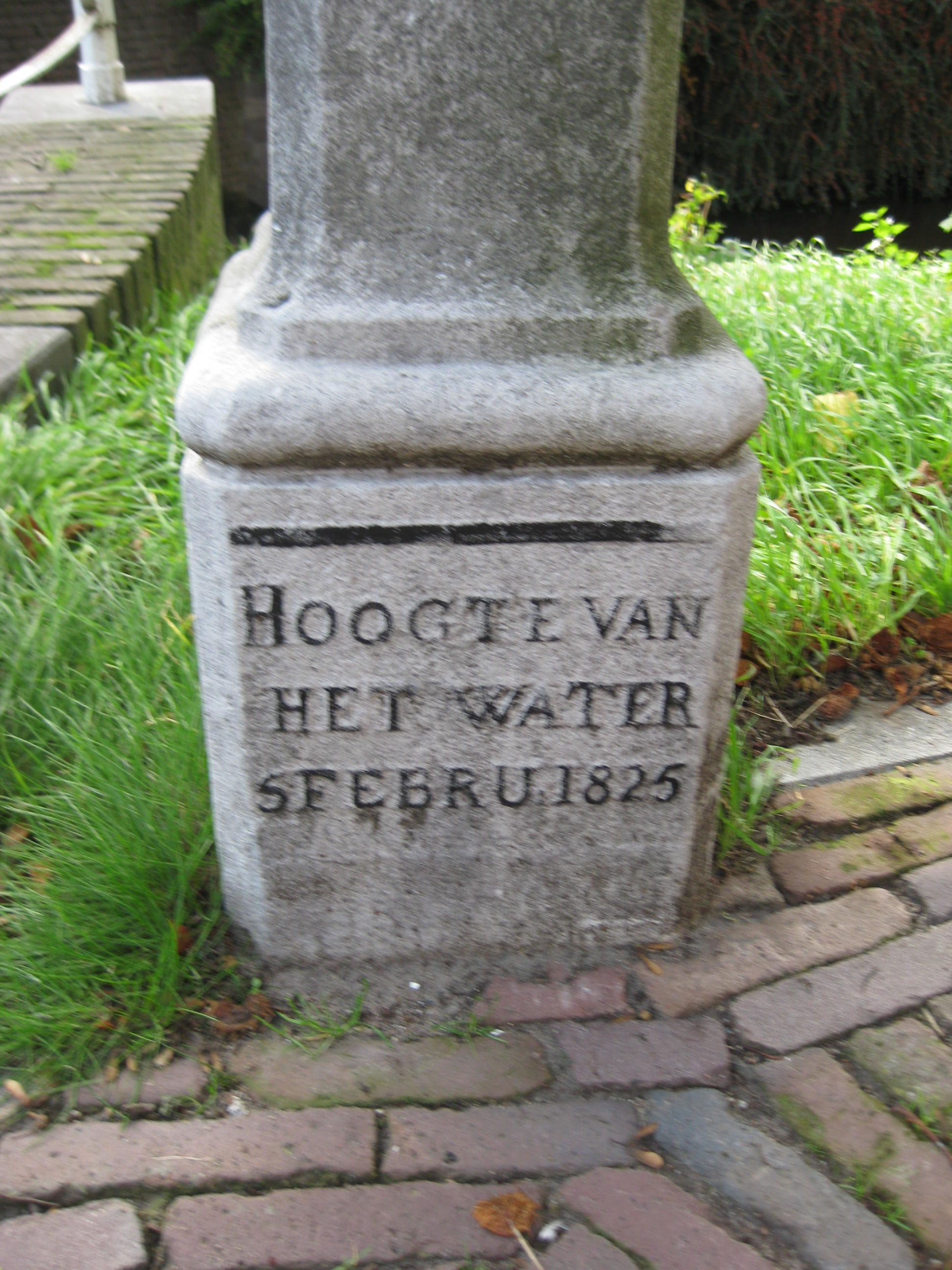
Op de voet is een herdenkingsmonument voor de Stormvloed van 1825 geplaatst.

De lantaarnpaal maakt onderdeel uit van een serie van 61 lantaarnpalen, welke in 1786 geplaatst werden dankzij een legaat dat Geertje Pols een jaar eerder aan de gemeente naliet. De erfenis bestond uit een bedrag van ƒ 40.000. Er werd besloten om het bedrag te besteden aan de veiligheid van het dorp, door lantaarns in het dorp te plaatsen. De serie bestond uit 61 hardstenen palen en 70 koperen lantaarns, dus er werden meer lantaarns gemaakt dan palen. Een complete lantaarnpaal kostte 66 gulden, 2 stuivers en 4 duiten. De lantaarns werden in het begin alleen gedurende de winter tijdens maanloze nachten ontstoken. Voor het aansteken werden twee mannen aangesteld die per lantaarn 55 stuivers betaald kregen.
Naar aanleiding van de overstroming van 1825 werd in de voet van de lantaarn een herdenkingsmonument gemaakt. Het gaat om een gebeitelde tekst:
Hoogte van
het water
5febru.1825
In 2008 werden in Broek en Waterland een aantal moderne lichtarmaturen vervangen door 41 replica’s van de lantaarnpaal van Geertje Pols.
De meeste originele lantaarnpalen zijn verdwenen. Een enkeling is verplaatst, waaronder een naar het Nederlands Openluchtmuseum in Arnhem.